# Der Bücherwurm

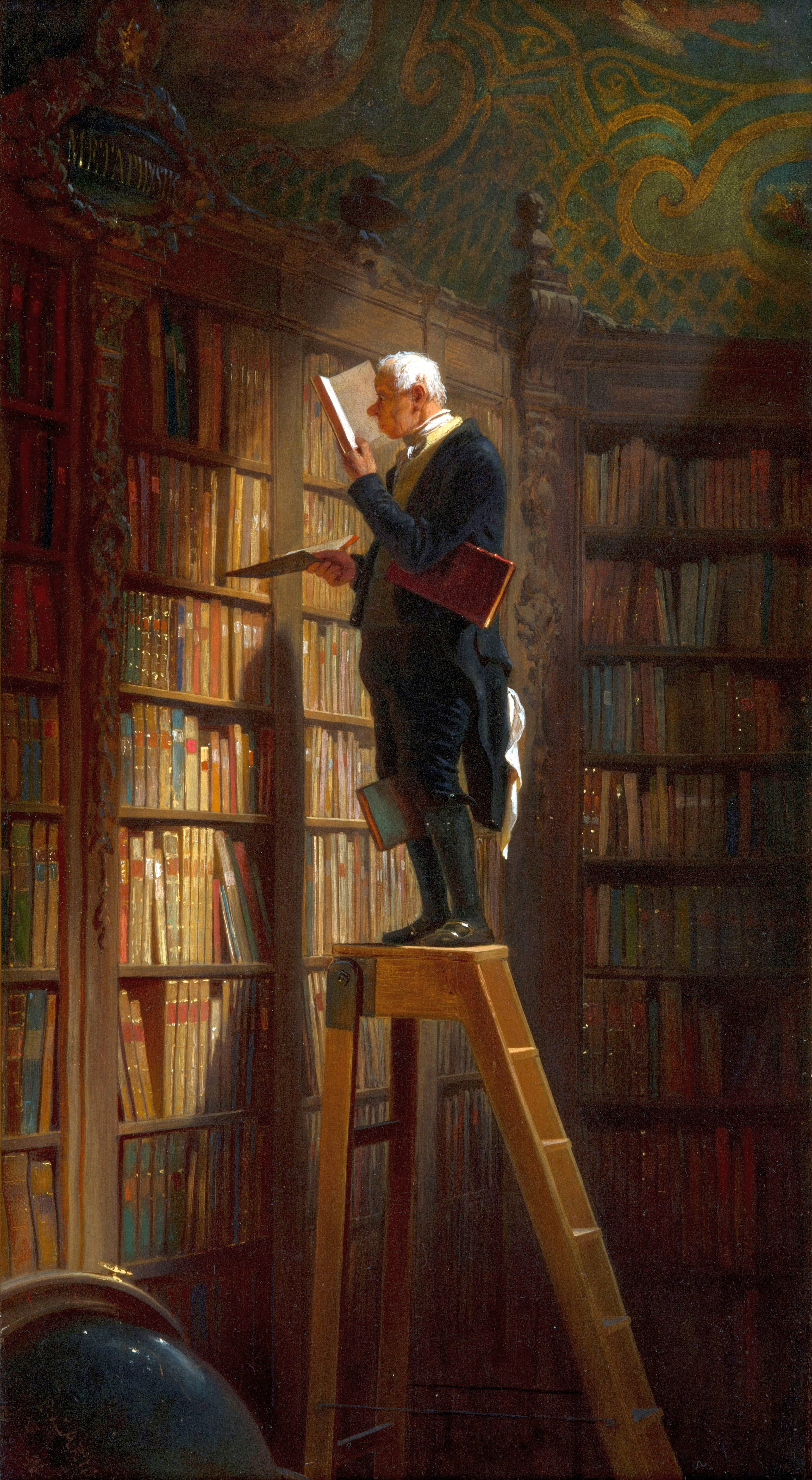
De versie in het Grohmann Museum

Der Bücherwurm (Nederlands: De Boekenwurm) is een schilderij van de Duitse kunstschilder Carl Spitzweg. Spitzweg staat erom bekend dat hij gepassioneerde mensen nadrukkelijk en ironisch portretteert. Rond 1850 heeft hij het werk vervaardigd. Er bestaan drie versies, met een afmeting van 49,4 x 26,9 centimeter.

## Geschiedenis
Spitzweg schilderde drie varianten van dit werk. Omstreeks 1850 schilderde hij een exemplaar en vermeldde het in zijn verkoopregister als Der Bibliothekar (Nederlands: De Bibliothecaris). Dit schilderij werd in 1852 verkocht aan Ignaz Kuranda in Wenen, en maakt nu deel uit van de collectie van het Georg Schäfer Museum in Schweinfurt, Duitsland. Een jaar later schilderde Spitzweg nog een exemplaar en stuurde het op naar zijn New Yorkse kunsthandelaar Herman Schaus. Dit exemplaar kwam terecht in de kunstcollectie van René Schleinitz en werd nagelaten aan de Milwaukee Public Library. In december 2014 werd het schilderij in permanente bruikleen gegeven aan het Grohmann Museum in Milwaukee. Het derde exemplaar is in particulier bezit.

## Beschrijving
Het schilderij toont een oude man die bovenop een trap staat, en verzonken is in de boeken. Met zijn linkerhand houdt hij een groot boek dicht bij zijn gezicht, wat aangeeft dat hij bijziend is. In zijn andere hand houdt hij nog een boek open. Onder zijn linkerarm heeft hij een derde boek en tussen zijn knieën een vierde. De geschreven werken worden onderdeel van het fysieke bestaan van de bibliothecaris, waardoor hij in de ware zin van het woord een "boekenpersoon" wordt.
De oude man raadpleegt boeken uit de sectie van metafysica (Metaphysik); aangegeven door de plaquette bovenaan de versierde boekenkast. Een zonnestraal valt door het dakraam op de man, het open boek en de boekenplank: het voegt 'verlichting' toe aan de oude metafysica, en creëert een nieuwe metafysica die op zoek is naar de werkelijkheid door de vraag stellen "Wat kan ik weten?" De man probeert zoveel mogelijk uit boeken te leren, terwijl de filosoof Immanuel Kant (1724-1804) in 1784 al veronderstelde dat een verlicht persoon zijn eigen inzicht in 'religieuze zaken' zou moeten gebruiken om 'zijn zelf toegebrachte onvolwassenheid' te ontsnappen. Het gezicht van de man lijkt een gebrek aan begrip uit te drukken, en zijn kleren laten zien dat hij uit prerevolutionaire tijden komt, waardoor te betwijfelen valt of de man 'verlicht' is.
De kniebroek van de man is een symbool van het ancien régime en het conservatisme sinds de Franse Revolutie (1789-1799). Revolutionairen kozen er namelijk voor om lange broeken te dragen en noemden zichzelf 'sansculottes' (die zonder kniebroek). Ook is het onderste deel van de trap wazig geschilderd, en is de vloer buiten beeld. De hoogte van de trap kan daardoor alleen geschat worden, wat het gevoel van onzekerheid van de onbewuste man onderstreept. Hij denkt misschien dat hij grote hoogten heeft bereikt, maar eigenlijk heeft hij maar een paar treden op een bibliotheektrap beklommen. De man vergaart kennis, maar verliest oog op wat er in de werkelijkheid en in het leven gebeurt. Hij heeft dan ook geen perspectief in een politiek moeilijke tijd en zeker geen vooruitzichten.

## Eerbetoon
In 1926 vervaardigde Norman Rockwell (1894-1978) The Bookworm, een eerbetoon aan dit werk van Spitzweg. In titel, structuur, vorm en onderwerp is het werk afgeleid, maar het personage is letterlijk en figuurlijk omgedraaid. Waar het werk van Spitzweg privilege uitbeeldt, portretteert die van Rockwell het alledaagse; desondanks hebben beide personages hun hoofd in de wolken.
In 2009 publiceerde Jan Van Herreweghe, toenmalig bibliothecaris van Harelbeke, zijn boek Het syndroom van Spitzweg. Het boek bestaat uit vijf brieven die de auteur richt aan zijn collega-boekenvriend André Vandermoere, waarmee tal van weetjes, anekdotes en leesverslagen worden beschouwd. Het boek behandelt onder meer het verhaal over Der Bücherwurm. Het syndroom van Spitzweg maakt deel uit van de cyclus Het menselijk tekort bij een teveel aan papier, uitgegeven door uitgeverij De Gebeten Hond, met als centraal thema de liefde voor boeken.